# Campidoglio (Charleston)
Il Campidoglio di Charleston (in inglese West Virginia State Capitol) è la sede governativa dello Stato della Virginia Occidentale, negli Stati Uniti d'America.
Fu completato nel 1925 dall'architetto Cass Gilbert e costruito in stile neo-rinascimentale italiano e coloniale.